# Jo In-sung
Jo In-sung (조인성?, Jo In-seongLR; Seul, 28 luglio 1981) è un attore sudcoreano, noto per le sue interpretazioni nei serial televisivi Balli-eseo saenggin il, Geu gyeo-ul, baram-i bunda, Gwaenchanh-a, sarang-i-ya e nei film The Classic, A Dirty Carnival, Ssanghwajeom e The King.

## Biografia
Nativo di Gangdong-gu, un distretto di Seul, debutta nel 1998 come modello per l'azienda di abbigliamento Ziozia. Due anni dopo compie il suo esordio nel mondo televisivo con ruoli minori nel serial Hakgyo 3 e nella sitcom Nonstop.
Nel 2001 incrementa la sua popolarità grazie al serial Piano, con Go Soo and Kim Ha-neul, mentre più tardi ottiene il suo primo ruolo da protagonista in Byeor-eul ssoda, drama che lo vede a fianco di Jeon Do-yeon. Compie quindi il proprio debutto cinematografico con Public Toilet e compare in diversi video musicali della boy band GOD, ai tempi anch'essa gestita dalla SidusHQ.
Il 2003 vede l'attore impegnato in tre pellicole, tra cui The Classic di Kwak Jae-yong a fianco di Son Ye-jin e Jo Seung-woo. Successivamente torna in televisione come uno dei protagonisti del melodramma Balli-eseo saenggin il, assieme a Ha Ji-won e So Ji-sub, il cui successo inaspettato gli consente di vincere il premio di "miglior attore" ai Baeksang Arts Awards e agli SBS Drama Awards. Nel 2005 è poi scelto come protagonista di Bomnal, remake del dorama Hoshi no Kinka, in cui è affiancato da Go Hyun-jung. I suoi due progetti successivi lo vedono impegnato con il regista Yoo Ha: nel 2006 interpreta dapprima un gangster in A Dirty Carnival, mentre due anni più tardi recita nei panni di una guardia del corpo nel film erotico Ssanghwajeom.
L'aprile del 2009 inizia i due anni di servizio militare obbligatorio facendo ingresso nella Daehan Minguk Gonggun, dove suo padre stesso lavorò da giovane. L'attore tornerà ufficialmente dalla leva il 4 maggio 2011, dopo un periodo di 25 mesi. Alla scadenza del suo contratto con la SidusHQ, firma un accordo con la IOK Company nel marzo 2012.
Dopo ben otto anni di assenza dal piccolo schermo, Jo torna nel 2013 a fianco di Song Hye-kyo come protagonista del serial Geu gyeo-ul, baram-i bunda, a sua volta ispirato al dorama del 2002 Ai nante iranē yo, natsu, il quale ottiene discreta popolarità e successo sia livello nazionale e internazionale. Nel 2014 è Jang Jae-yeol in Gwaenchanh-a, sarang-i-ya, che lo vede affiancato a Gong Hyo-jin. L'interpretazione dell'attore gli consente di vincere il premio "Daesang" agli APAN Star Awards di quell'anno.
Agli inizi del 2017 recita nel thriller The King diretto da Han Jae-rim, a fianco di Jung Woo-sung, per poi essere scelto come membro del cast del film storico Ansisung.

## Vita privata
Ha studiato management degli eventi presso la Chunnam Techno University. Nel 2007 si è iscritto in teatro presso la Dongguk University, venendone però espulso per la scarsa frequenza alle lezioni.
Nel 2016 è stato scelto come ambasciatore dell'ente tributario coreano, assieme all'attrice Choi Ji-woo.

## Filmografia

### Cinema
- Public Toilet (Hwajangshil eodieyo?), regia di Fruit Chan (2002)
- Madeleine (마들렌?, MadeullenLR), regia di Park Kwang-chun (2003)
- The Classic (클래식?, KeullaesikLR), regia di Kwak Jae-yong (2003)
- Namnam bungnyeo (남남북녀?), regia di Cho-Shin Jung (2003)
- A Dirty Carnival (비열한 거리?, Bi-yeolhan georiLR), regia di Yoo Ha (2006)
- Ssanghwajeom (쌍화점?), regia di Yoo Ha (2008)
- The King (더 킹?), regia di Han Jae-rim (2017)
- Ansiseong (안시성?), regia di Kim Kwang-Sik (2018)

### Televisione
- Hakgyo 3 (학교 3?) – serie TV (2000)
- Nonstop (논스톱?) – serie TV (2000)
- Piano (피아노?) – serie TV (2001)
- Daemang (대망?) – serie TV (2002)
- Byeor-eul ssoda (별을쏘다?) – serie TV (2002)
- Balli-eseo saenggin il (발리에서 생긴 일?) – serie TV (2004)
- Bomnal (봄날?) – serie TV (2005)
- Geu gyeo-ul, baram-i bunda (그 겨울, 바람이 분다?) – serie TV (2013)
- Gwaenchanh-a, sarang-i-ya (괜찮아, 사랑이야?) – serie TV (2014)
- Dear My Friends (디어 마이 프렌즈?) – serie TV (2016)
- Moving (무빙?, MubingLR) – serie TV (2023)